# Triangularia mangenotii
Triangularia mangenotii är en svampart som beskrevs av Arx & Hennebert 1969. Triangularia mangenotii ingår i släktet Triangularia och familjen Lasiosphaeriaceae.   Inga underarter finns listade i Catalogue of Life.